# Ainet de Cardós
Ainet de Cardós és un poble del terme municipal de Vall de Cardós, de la comarca del Pallars Sobirà. Pertanyia fins al 1972 a l'antic terme d'Estaon.
És a 3 kilòmetres al nord de Ribera de Cardós, al mig de la Vall de Cardós. Es troba a 960 metres d'altitud, a la vora dreta del riu Noguera de Cardós, en un lloc envoltat de muntanyes, com el Pui Tabaca, al nord-oest, o el Pui de Sant Martí, al sud-oest. A l'altra banda del riu, davant del poble, es dreça el Pui de la Solana. La Roca Isarna domina el poble pel costat nord-oest.
Ainet de Cardós té l'església de Santa Eugènia, sufragània de la de Sant Pere de Lladrós. A més, dalt d'un turó al sud-oest del poble, el Pui de Sant Martí, hi ha les restes de l'antiga església parroquial de Sant Martí del Pui, que encara funcionava com a tal el segle xiv. Tot fa suposar que aquesta era l'església de Sant Martí de Ribera l'Aigua, documentada fins al 1314. Diverses campanyes de prospeccions arqueològiques en el lloc han posat de manifest l'existència en aquell lloc d'un poblat fortificat, que en algun document és anomenat ciutat.

## Etimologia
Segons Joan Coromines, el d'Ainet és dels relativament pocs topònims pallaresos que no són d'origen iberobasc. En aquest cas es tracta o bé del llatí asinetum, paratge on hi ha molts ases, o on es crien i recrien aquests animals equins, o bé del també llatí anetum, herba aromàtica.
La segona part del topònim prové del fet que és dins de la Vall de Cardós.

## Geografia

### El poble d'Ainet de Cardós

#### Les cases del poble[2]
| - Casa Anton - Casa Gaietana - Casa Godau - Casa Jironi - Casa Joanot - Casa Larriot | - Casa Macot - Casa Martí - Casa la Mola - Casa Moliner - Casa Peret - Casa Poblador | - Casa Pocó - La Rectoria - Casa Ruti - Casa Samarra - Casa Tomeu - Casa Ventura |

## Història

### Edat moderna
En el fogatge del 1553, Aynet declara 4 focs laics, uns 20 habitants.

### Edat contemporània
Pascual Madoz dedica un article del seu Diccionario geográfico a Ainet de Cardos. S'hi pot llegir que és una localitat amb ajuntament situada en un petit pla envoltat d'altes muntanyes, combatut per tots els vents, principalment els del nord, amb un clima fred i saludable, però que produeix alguns refredats i pulmonies. Tenia en aquell moment 10 cases i l'església de Santa Eugènia, sufragània de la de Lladrós. El territori és de bona qualitat, tot i que de secà i una mica trencat. Cap a ponent hi ha el Puig del Tabac, que només produeix herba, arbusts i matolls. Hi passa el camí ral de França pel Port de Tavascan. S'hi produïa sègol, llegums i una mica d'hortalisses. S'hi criava tota mena de bestiar. Comptava amb 16 veïns (caps de casa) i 101 ànimes (habitants).